# Euxoa quebecensis
Euxoa quebecensis är en fjärilsart som beskrevs av Smith 1900. Euxoa quebecensis ingår i släktet Euxoa och familjen nattflyn. Inga underarter finns listade i Catalogue of Life.